# الکساندر گولوفکو
الکساندر گولوفکو (انگلیسی: Aleksandr Golovko؛ زادهٔ ۲۹ ژانویهٔ ۱۹۶۴) ارتشبد نیروهای مسلح روسیه است، که از اوت ۲۰۱۵ به‌عنوان فرمانده نیروهای فضایی روسیه فعالیت می‌کند.
گولوفکو فعالیت نظامی را از سال ۱۹۸۱ در نیروی هوایی شوروی آغاز کرد، از ۲۰۰۷ تا ۲۰۱۱ فرمانده مرکز آزمایش و کنترل سیستم‌های فضایی تیتوف بود، از ۲۰۱۱ تا ۲۰۱۲ به‌عنوان فرمانده پایگاه فضایی پلستسک فعالیت می‌کرد و از ۲۰۱۲ تا ۲۰۱۵ فرماندهی نیروهای دفاع هوافضای روسیه را برعهده داشت.